# Distrikt Comas (Concepción)
Der Distrikt Comas liegt in der Provinz Concepción in der Region Junín in Zentral-Peru. Der Distrikt wurde am 9. Januar 1956 gegründet. Er hat eine Fläche von 949 km². Beim Zensus 2017 wurden 5778 Einwohner gezählt. Im Jahr 1993 lag die Einwohnerzahl bei 10.022, im Jahr 2007 bei 7801. Sitz der Distriktverwaltung ist die 3335 m hoch gelegene Ortschaft Comas mit 1032 Einwohnern (Stand 2017). Comas befindet sich etwa 33 km nordöstlich der Provinzhauptstadt Concepción.

## Geographische Lage
Der Distrikt Comas liegt in der peruanischen Zentralkordillere im zentralen Nordosten der Provinz Concepción. Im Süden reicht der Distrikt bis an das vergletscherte Gebirgsmassiv Cordillera Huaytapallana. Der Distrikt umfasst das Quellgebiet des Río Tulumayo, rechter Quellfluss des Río Chanchamayo. Der Río Tulumayo entwässert das Areal nach Norden.
Der Distrikt Comas grenzt im Südwesten an die Distrikte El Tambo, Quilcas, Ingenio und Quichuay (alle vier in der Provinz Huancayo), im Westen an die Distrikte Heroínas Toledo und Apata (Provinz Jauja), im Nordwesten an die Distrikte Monobamba (Provinz Jauja), Cochas und Mariscal Castilla, im Nordosten an den Distrikt Pampa Hermosa (Provinz Satipo), im Osten an den Distrikt Andamarca sowie im Südosten an den Distrikt Pariahuanca (Provinz Huancayo).

## Ortschaften
Im Distrikt gibt es neben dem Hauptort folgende größere Ortschaften:
- Achin (226 Einwohner)
- Canchapalca (431 Einwohner)
- Pomamanta (255 Einwohner)
- Racracalla (405 Einwohner)
- Runatullo (240 Einwohner)
- Talhuis
- Tunzo Alto (267 Einwohner)